# Cabo de Santo Agostinho
Cabo de Santo Agostinho è un comune del Brasile nello Stato del Pernambuco, parte della mesoregione Metropolitana do Recife e della microregione di Suape.